# Модок (Јужна Каролина)
Модок (енгл. Modoc) насељено је место без административног статуса у америчкој савезној држави Јужна Каролина.

## Демографија
По попису из 2010. године број становника је 218, што је 38 (-14,8%) становника мање него 2000. године.
| Група             | 2000.        | 2010.       |
| Белци             | 256 (100,0%) | 207 (95,0%) |
| Афроамериканци    | 0 (0,0%)     | 5 (2,3%)    |
| Азијати           | 0 (0,0%)     | 0 (0,0%)    |
| Хиспаноамериканци | 0 (0,0%)     | 2 (0,9%)    |
| Укупно            | 256          | 218         |